# Disporella wanganuiensis
Disporella wanganuiensis är en mossdjursart som först beskrevs av Campbell Easter Waters 1887.  Disporella wanganuiensis ingår i släktet Disporella och familjen Lichenoporidae. Inga underarter finns listade i Catalogue of Life.